# Sealy Corporation
Sealy Corporation е американска компания, австралийска собственост, занимаваща се с производството на матраци. Седалището е в Тринити, Северна Каролина, Съединените щати. Компанията приема името на града, в който стартира – Сийли, Тексас.

## История
През 1881 г. памуковият предприемач Дениъл Хейнс започва да произвежда за приятелите и съседите си матраци, напълнени с памук. През 1889 г. той патентова изобретение, което сгъстява памука, използван в неговите матраци. В крайна сметка матраците стават особено полулярни благодарение на възможността, която се разкрива пред Хейнс, да продаде патента на производители на други пазари. Терминът „Матрак от Сийли“ е въведен, за да се поясни какво е било произведено.
През 1906 г., след голям успех като рекламен изпълнител, Ърл Едуардс закупува патента и получава познанието за производство от самия Хейнс. Едуардс приема името „Sealy” за новата си компания и го разпространява на родния пазар.
Поради липсата на средства за производство Sealy се разширява с помощта на лицензирането – подобно на „Кока-Кола“. До 1920 г. Sealy има 28 лицензирани предприятия и става първата компания за матраци, разрастнала се с помощта на лицензионна програма.
По време на Голямата депресия индустрията с производство на матраци е силно засегната. Sealy губи голяма част от лицензиантите и едва избягва фалита. През това време Sealy се консолидира с оцелелите лицензополучателите и създава това, което сега е известно като „Сийли Инкорпорейтед“.
Sealy става частно притежание през април 1989 г. чрез левъридж изкупуване. Първа банка на Бостон дава заем на фирмата изкупвач, но моментно сътресение на пазара на рисковите облигации, причинено от неумелата финансова политика на Drexel Burnham Lambert, оставя заема в ръцете на самата банка. Това довежда до рязко забавяне на левъридж изкупуванията.
Фирмата Bain Capital и екип от висши мениджъри на Sealy придобиват дружеството през 1997 г. Дружеството работи като частна корпорация до 2006 г.
Корпоративното седалище на Сийли е разположено в Тринити, Северна Каролина. Sealy продава по-голямата част от своите матраци в 3-те си основни марки – Sealy Posturepedic, Stearns & Фостър и Басет.

## Пазари
- Основни представители на Sealy в Австралия, Бахамските острови, Израел, Ямайка, Япония, Нова Зеландия, Южна Африка, Тайланд и Англия.
- През 1995, започва директен износ в Южна Корея.
- През 1996, Sealy започва производство и продажба Мексико.
- Сайтът на Sealy в България е Sealy България Архив на оригинала от 2016-04-30 в Wayback Machine.
- Партньори за България са Матракс ЕООД Архив на оригинала от 2012-10-04 в Wayback Machine. и Мебелни къщи Ralica[неработеща препратка].

## Връзка със сайта
- Официална страница на Sealy Архив на оригинала от 2010-03-29 в Wayback Machine.